# Jordi Sierra i Fabra
Jordi Sierra i Fabra   (Barcelona, 26 de juliol de 1947) és un escriptor català.
Les primeres incursions literàries de Jordi Sierra i Fabra comencen amb vuit anys. Amb dotze ja havia escrit la primera novel·la llarga, de 500 pàgines. Resulta conegut especialment per la seva obra en el camp de la literatura infantil i juvenil, escrita tant en català com en castellà. Autor d'una obra ingent (gairebé 400 títols), ha estat traduït a 25 idiomes, ha venut milions d'exemplars dels seus llibres, col·lecciona premis literaris (Columna Jove, Vaixell de Vapor, Gran Angular, Ateneo de Sevilla, fins a un total de més de 30, sumant-hi català i castellà) i figura en els programes escolars a Catalunya, Espanya i Amèrica Llatina.
Destaca a més per la seva tasca d'estudi de la música rock i pop. Per exemple, el 1970 va abandonar els estudis i la feina i es va professionalitzar de ple com a comentarista musical. Va contribuir a crear diverses revistes, com ara Popular 1 i Super Pop, a més del Trivial Pursuit de rock.
El 2004 va crear una fundació que porta el seu nom i que té com a objectiu promoure la creació literària entre els joves. La branca de la fundació a Colòmbia treballa en el sector de l'educació.
El 2007 va rebre el Premi Nacional de literatura infantil i juvenil atorgat pel Ministeri de Cultura espanyol per la seva novel·la Kafka y la muñeca viajera.
El 2018 va rebre la Creu de Sant Jordi "pel conjunt de la seva obra en el camp de la literatura infantil i juvenil, traduïda a vint-i-cinc idiomes, que ha obtingut nombrosos premis i figura en els programes escolars a Catalunya, l'Estat espanyol i Amèrica Llatina. I també per la seva tasca d'estudi de la música del nostre temps i la creació de diverses revistes especialitzades de rock".

## Fundació Jordi Sierra i Fabra
La Fundació Jordi Sierra i Fabra de Barcelona és una entitat privada, sense afany de lucre finançada pel seu impulsor, amb l'objectiu primordial d'ajudar a joves escriptors a l'inici de la seva carrera literària, a més a més de fomentar el plaer per la lectura com a vehicle essencial de formació. Aquesta fundació atorga anualment el Premi literari Jordi Sierra i Fabra per a joves.

## Premis literaris (selecció)
- 1996 Premi Quim de narrativa juvenil, per Concert en sol major
- 2003 Premi Ramon Muntaner de literatura juvenil, per L'altra banda del mirall
- 2004 Premi Nèstor Luján de novel·la històrica, per La pell de la revolta[10]
- 2005 Premi Fiter i Rossell per Sinnaia
- 2007 Premi Nacional de literatura infantil i juvenil de les Lletres Espanyoles, per Kafka y la muñeca viajera.
- 2007 Premi Bancaixa de narrativa juvenil, per Els focs de la memòria[11]
- 2011 Premi Barcanova, per L'estrany
- 2012 Premi Vicent Silvestre de narrativa infantil, per El dia que en Gluck va arribar a la Terra[12]
- 2016 Premi Edebé de literatura infantil i juvenil, per El aprendiz de brujo y los invisibles[13]